# José Antonio del Pozo y Marquy
El brigadier general José Antonio del Pozo y Marquy fue un militar español del arma de ingeniería, que tuvo una destacada actuación en el Virreinato del Río de la Plata durante fines del siglo XVIII y comienzos del XIX, siendo considerado el arquitecto e ingeniero más importante de la época en ese territorio.

## Biografía

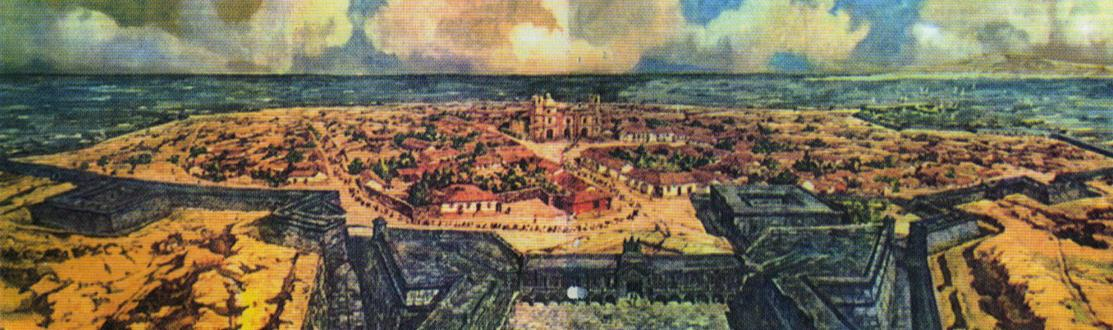
Montevideo, fines del.

José Antonio del Pozo y Marquy nació en la Villa de Santos, Obispado de Zafra, Extremadura, el 28 de febrero de 1751. 
Hizo sus estudios en la Academia de San Fernando, en Madrid.
El 30 de setiembre de 1773 fue promovido a subteniente de Infantería y Ayudante de Ingeniero y en junio de 1778 a Ingeniero Extraordinario.
En 1776 se embarcó con destino al Río de la Plata, afincándose en Montevideo. En 1781 integró la junta técnica encargada de delinear una línea de trincheras frente a Montevideo. Fue promovido a Ingeniero Ordinario del Real Cuerpo de Ingenieros el 29 de diciembre de 1786, en febrero de 1795 a Ingeniero Segundo y en 1802 a coronel.
En esos años realizó numerosos trabajos tanto de carácter militar como civil y religioso, en su mayoría en Montevideo, entre ellos un plano de dicha ciudad (mayo de 1781), la iglesia de San Carlos en Maldonado (1793), las baterías de la costa de Maldonado, las fortificaciones de Montevideo denominadas "las Bóvedas", el Almacén de pólvora (1785) y los planos de la Iglesia Matriz de Montevideo (1785).
En enero de 1807, en previsión de la segunda invasión inglesa al Río de la Plata el ingeniero militar Bernardo Lecocq fue designado comandante de la Ciudadela mientras que José del Pozo y Marquy era puesto al frente del fuerte de San José.
Tras la capitulación británica en la ciudad de Buenos Aires mereció ser citado por el Gobernador de Montevideo Pascual Ruiz Huidobro entre los que se distinguieron en la defensa de Montevideo contra los invasores.
Posteriormente, el gobernador Francisco Javier de Elío le encargó la realización de diversas obras destinadas a la fortificación de la plaza, entre ellas las del Cubo Sur de la fortaleza (1808), las defensas de la isla de Ratas y la erección de una fortaleza en el Cerro (1809). Su eficaz desempeño le ganó el grado de brigadier y el puesto de Inspector de Ingenieros.
Falleció en Montevideo el 23 de enero de 1832, a la edad de 80 años, y sus exequias se celebraron en la iglesia matriz.
Había casado con Marìa Estanislada Sánchez con quien tuvo numerosa descendencia.